# Aaliyah
Aaliyah, pseudonimo di Aaliyah Dana Haughton (AFI: [aːˈliːə]; New York, 16 gennaio 1979 – Marsh Harbour, 25 agosto 2001), è stata una cantante, ballerina e attrice statunitense.
Entrò molto presto nel mondo dello spettacolo grazie alla partecipazione al programma televisivo Star Search e ai concerti della zia acquisita Gladys Knight. Nel 1994, a soli 15 anni, esordì con il suo primo album Age Ain't Nothing but a Number, ottenendo il disco di platino e sfornando i singoli di successo certificati dischi d'oro Back and Forth e At Your Best (You Are Love). Il suo nome occupò i notiziari scandalistici quando circolarono notizie relative a un presunto matrimonio illegale con R. Kelly, suo produttore e mentore di oltre dieci anni più grande. Il secondo album, One in a Million, prodotto con la collaborazione di Timbaland e Missy Elliott nel 1996, è ancora oggi ritenuto una pietra miliare del genere rhythm and blues, nonché uno dei primi a segnare il passaggio definitivo verso lo stile del R&B contemporaneo. Con quest'ultima opera, Aaliyah si impose come artista affermata nel panorama musicale americano, superando l'etichetta di enfant prodige che le era stata attribuita con Age Ain't Nothing but a Number. L'album vendette in meno di un anno oltre due milioni di copie negli Stati Uniti ottenendo così il doppio disco di platino e produsse sei singoli.
Nel 1998 la cantante ricevette la sua prima candidatura a un Grammy Award grazie alla canzone Are You That Somebody? tratta dalla colonna sonora del film Il dottor Dolittle. Il brano divenne quello più famoso della cantante fino a quel momento e aumentò notevolmente la sua popolarità, grazie a un enorme passaggio radiofonico e televisivo. Nel 2000 esordì al cinema come protagonista del film Romeo deve morire per cui interpretò alcuni brani della colonna sonora, tra cui Try Again che entrò nella storia come il primo singolo a raggiungere la prima posizione della classifica statunitense grazie solo al passaggio in radio. Nell'agosto del 2001, un mese dopo aver pubblicato il suo terzo album dal titolo Aaliyah, la cantante morì a 22 anni in un incidente aereo avvenuto a Marsh Harbour, nelle Bahamas, dove si era recata per girare il video del singolo Rock The Boat.
Il canale musicale statunitense VH1 ha annoverato Aaliyah nella lista delle 100 donne più grandi della musica, posizionandola alla quarantottesima posizione. Al momento della sua morte possedeva un patrimonio netto di oltre 10 milioni di dollari. Avendo venduto oltre 25 milioni di dischi in tutto il mondo, oggi è un'icona della musica e un modello per molti artisti rhythm and blues e hip hop e viene definita Princess of R&B e Queen of Urban Pop. La rivista musicale britannica NME nel 2014 ha inserito la cantante al diciottesimo posto nella lista dei 100 artisti più influenti nel mondo della musica.

## Biografia

### Infanzia

Firma della cantante

Aaliyah Dana Haughton nacque a Bedford Stuyvesant, Brooklyn, New York, il 16 gennaio 1979. da una famiglia afroamericana con ascendenza Oneida; secondogenita di Diane e Michael Haughton. Fin da bambina Aaliyah prese lezioni di piano dalla nonna. esibendosi nel coro della chiesa e durante i matrimoni. All'età di cinque anni si trasferì a Detroit, dove crebbe insieme con suo fratello maggiore Rashad. Qui frequentò una scuola cattolica, dove ricevette una parte nella recita Annie; da quel momento si fece strada in Aaliyah il desiderio di diventare qualcuno nel mondo dello spettacolo. La carriera di Aaliyah venne incoraggiata dalla madre, anche lei cantante, e soprattutto dallo zio Barry Hankerson, figura eminente nell'industria discografica e marito della cantante soul Gladys Knight. La prima apparizione di Aaliyah avvenne nel famoso programma Star Search, dove si esibì cantando il classico jazz My Funny Valentine. Grazie a questa partecipazione attirò l'attenzione di agenti del mondo dello spettacolo, e a soli 13 anni entrò a far parte del coro di Gladys Knight durante i suoi concerti a Las Vegas.

### L'esordio conAge Ain't Nothing but a Numbere il successo mondiale (1994)
Aaliyah firmò il suo primo contratto discografico all'età di 12 anni con la Blackground Records, etichetta fondata dallo zio Barry Hankerson. Hankerson presentò la nipote all'allora astro nascente del rhythm and blues R. Kelly e, dopo un'apparizione nel remix di Summer Bunnies del cantante, nel 1994 pubblicò il suo primo album intitolato Age Ain't Nothing but a Number. Il disco, che vide R. Kelly come autore e produttore di quasi tutti i testi, esordì alla posizione 24 della classifica Billboard 200 vendendo 74 000 copie nella sola prima settimana di pubblicazione e conquistando due dischi di platino. Il successo fu garantito anche dal primo singolo Back & Forth, numero 1 nella classifica Hot R&B/Hip-Hop Songs per tre settimane e numero 5 nella Billboard Hot 100, a cui seguirono At Your Best (You Are Love), numero 2 nella classifica Hot R&B/Hip-Hop Songs e numero 6 nella Billboard Hot 100, cover dell'omonimo successo dei The Isley Brothers del 1976 e la title track Age Ain't Nothing but a Number che raggiunse la posizione 75 della Hot 100. Entrambi i primi due singoli vennero certificati dischi d'oro con oltre 500 000 copie vendute ciascuno, mentre l'album vendette in totale tre milioni di copie solo negli Stati Uniti d'America e più di cinque milioni in tutto il mondo.
Il disco ricevette recensioni sostanzialmente positive: alcuni critici affermarono che la "setosa voce" di Aaliyah, unita allo stile new jack swing di R. Kelly avrebbero gettato le basi per un radicale cambiamento del rhythm and blues durante gli anni novanta; le sue sonorità vennero inoltre paragonate a quelle del quartetto femminile En Vogue e il giornalista del The Times Christopher John Farley lo definì "un'opera dal contenuto magnifico" puntualizzando che "i suoni femminili della voce di Aaliyah ammorbidivano il ruvido ritmo di R. Kelly". Stephen Thomas Erlewine di AllMusic infine affermò che i brani fossero "decisamente migliori" di quelli dell'album di R. Kelly 12 Play.

### Secondo album in studio:One in a Million(1996)
Nel 1996 Aaliyah lasciò la Jive Records cambiando totalmente registro e affidandosi a un team di musicisti esordienti, composto stavolta dagli allora sconosciuti Timothy "Timbaland" Mosley e Missy "Misdemeanor" Elliott per l'incisione del suo secondo album One in a Million uscito il 27 agosto di quell'anno. L'album non solo trasformò Aaliyah in una delle maggiori star R&B, ma lanciò le carriere di Timbaland e Missy Elliott costituendo anche uno degli esempi più rappresentativi e importanti del passaggio definitivo verso lo stile del R&B contemporaneo, tanto da venire posizionato dalla rivista Rolling Stone al 90º posto tra i migliori 100 album degli anni novanta.
Il disco conteneva il singolo d'apertura If Your Girl Only Knew che raggiunse il primo posto per due settimane nella classifica R&B/Hip-Hop statunitense e il numero 11 nella Billboard Hot 100; la title track One in a Million, pubblicata come secondo singolo e numero 1 per sei settimane nella classifica radiofonica R&B/Hip-Hop statunitense. Altri singoli tratti dal disco furono 4 Page Letter, Hot like Fire, Got to Give It Up, cover di Marvin Gaye e The One I Gave My Heart to, scritta da Diane Warren e altra top ten hit sia nella Billboard Hot 100 sia nella classifica Hot R&B/Hip-Hop Songs. L'album One in a Million raggiunse la 18ª posizione nella classifica Billboard 200. vendendo oltre otto milioni di copie nel mondo di cui 3,7 negli Stati Uniti e diventando quindi doppio disco di platino. Nel 1997, Aaliyah si diplomò alla Detroit High School for the performing Arts e, nello stesso anno, iniziò la sua carriera di attrice prendendo parte nella serie televisiva New York Undercover, nel ruolo di sé stessa. L'artista diventò inoltre il nuovo volto della Tommy Hilfiger Corporation.

### Colonne sonore, film e le prime candidature ai Grammy Awards (1997-2000)
Nel novembre del 1997 Aaliyah, con il pezzo Journey to the Past, fece la sua prima apparizione importante in una colonna sonora, quella del film d'animazione della Fox Anastasia. La canzone ottenne una candidatura agli Academy Awards e consentì alla cantante di esibirsi alla cerimonia di premiazione del 1998. Grazie a questa performance, Aaliyah entrò nella storia diventando la cantante più giovane che si sia mai esibita a una cerimonia dei premi Oscar. Nel 1998 comparve nella sua seconda importante colonna sonora, quella del film Il dottor Dolittle con Eddie Murphy, con il brano Are You That Somebody? La canzone rimase per otto settimane consecutive al primo posto delle classifiche R&B radiofoniche statunitensi e arrivò alla posizione 21 della Billboard Hot 100. L'11 ottobre 1998 il singolo raggiunse il primo posto delle classifiche in Nuova Zelanda, diventando il suo primo e unico numero 1 in quel paese. Nei Paesi Bassi raggiunse il terzo posto, rimanendo in classifica per oltre venti settimane tra il 1998 e il 1999 e diventando il suo più grande successo anche su territorio olandese. Il singolo ebbe successo in molte altre classifiche internazionali e divenne il brano di maggior successo della cantante fino a quel momento, grazie ai passaggi radiofonici e ad un costante passaggio del videoclip del brano sulle emittenti televisive musicali. Are You That Somebody? fruttò ad Aaliyah la prima candidatura ai Grammy Awards 1999, nella sezione Best R&B Female Performance. Il video della canzone si piazzò in terza posizione nella classifica dei 100 video più trasmessi da MTV del 1998 e ricevette due candidature agli MTV Video Music Awards del 1999, nelle categorie Best R&B Video e Best Video From a Film. Prodotta dal fidato Timbaland, Are You That Somebody? rappresentò l'inizio di una collaborazione a tre con Steve "Static" Garrett: Aaliyah come cantante, Timbaland come produttore e Static come autore dei testi.
Nel 2000 uscì nelle sale il suo primo film da protagonista, Romeo deve morire (Romeo Must Die), che esordì al numero 2 al botteghino incassando 18,6 milioni di dollari e divenendo uno dei maggiori successi cinematografici dell'anno. Il film era diretto da Andrzej Bartkowiak e interpretato tra gli altri da Jet Li, DMX, Delroy Lindo e Isaiah Washington.
L'artista fu anche protagonista della colonna sonora del film con quattro canzoni. Dopo il successo radiofonico di I Don't Wanna, a raggiungere le radio fu il pezzo Try Again, altra produzione di Timbaland, che diventò il primo pezzo nella storia della musica a raggiungere la numero 1 della Billboard Hot 100 grazie solo al passaggio in radio e senza ancora il supporto di un singolo nei negozi, il che portò la canzone a essere pubblicata in vinile formato 12". Grazie a questi nuovi lavori, nella primavera del 2000 l'artista fu presente nella Top 10 della Hot R&B/Hip-Hop Songs con entrambi i singoli estratti dalla colonna sonora contemporaneamente. Con Try Again ottenne la sua seconda candidatura ai Grammy Awards e il video della canzone le fece vincere i suoi primi MTV Video Music Awards: Best Video From A Film e Best Female Video. Tra il 2000 e il 2001 l'artista cominciò a girare in Australia il suo secondo film da protagonista, La regina dei dannati, con Stuart Townsend e Vincent Pérez, tratto dall'omonimo romanzo di Anne Rice e sequel ideale di Intervista col vampiro. La pellicola avrebbe esordito nel 2002 al numero 1 al botteghino, con un incasso di oltre 15 milioni di dollari nel primo fine settimana di programmazione. Inoltre iniziò le riprese dei sequel di Matrix nella parte di Zee.

### Terzo album:Aaliyah(2001)
Nel 2001, a cinque anni da One in a Million, dopo una fase in cui consolidò la sua fama in tutto il mondo grazie al cinema e alle colonne sonore, Aaliyah tornò alla musica col suo terzo album in studio, intitolato semplicemente Aaliyah. Pubblicato il 17 luglio 2001, l'album esordì al numero 2 della Billboard 200 con 187 000 copie vendute, diventando l'esordio alla posizione più alta della sua carriera: in appena quattro settimane - e prima della morte della cantante - l'album ottenne il disco d'oro, con oltre 500 000 copie vendute. Il primo singolo, We Need a Resolution, raggiunse la posizione 59 della Billboard Hot 100. L'album ricevette molti elogi positivi dalla critica musicale. Aaliyah aveva pianificato di pubblicare More Than a Woman e Rock the Boat. Quando il video per More Than a Woman era già pronto, dato l'enorme impatto che Rock the Boat aveva avuto sul passaggio radiofonico, la casa discografica spedì immediatamente la cantante alle Bahamas per girare il video di quest'ultimo pezzo.

### La morte

#### Incidente aereo

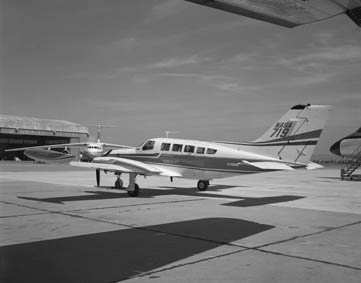
Cessna 402B, modello di aereo sul quale Aaliyah ha subito l'incidente mortale

Alle 18:49 del 25 agosto 2001, poco dopo aver concluso di girare il video ufficiale del suo nuovo singolo Rock the Boat, reso disponibile negli Stati Uniti due settimane prima, Aaliyah e otto dei suoi collaboratori salirono a bordo di un Cessna 402B (registrazione N8097 W) presso l'aeroporto di Marsh Harbour, nell'arcipelago delle Isole Abaco, Bahamas, diretti all'aeroporto di Opa-Iocka, vicino a Miami. Originariamente, il volo era previsto per il giorno seguente ma, dal momento che le riprese erano terminate in anticipo, Aaliyah e i suoi collaboratori erano desiderosi di tornare negli Stati Uniti, così decisero di partire immediatamente. L'aereo era più piccolo di quello con cui erano arrivati, tuttavia l'intero gruppo e l'attrezzatura riuscirono comunque a essere imbarcati senza problemi.
Appena effettuato il decollo, circa 60 metri dopo il termine della pista, l'aereo - che si era sollevato a muso basso, senza mai prendere quota - si schiantò al suolo, uccidendo tutti i passeggeri: oltre ad Aaliyah, persero la vita il pilota Luis Morales III, il parrucchiere Eric Forman, Anthony Dodd, la guardia del corpo Scott Gallin (l'unico a morire successivamente, in ospedale, nella notte), il produttore Douglas Kratz, lo stilista Christopher Maldonado e i dipendenti della Blackground Records Keith Wallace e Gina Smith.
Il dottor Giovander Raju, che eseguì l'autopsia sul corpo della cantante, dichiarò che le cause del decesso di Aaliyah furono le gravissime ustioni in tutto il corpo e un trauma cranico. Il patologo rese la sua deposizione nel corso dell'inchiesta sulla morte dell'artista, volta a stabilire le esatte cause di decesso dei nove occupanti, specificando che la cantante aveva un cuore molto debole: "Aaliyah è entrata in un tale stato di shock, che anche se fosse sopravvissuta all'impatto del velivolo al suolo, difficilmente sarebbe riuscita a superare lo shock". I corpi vennero portati all'obitorio del Princess Margaret Hospital di Nassau per l'identificazione.
Le indagini determinarono che le cause dell'incidente furono il peso eccessivo del carico e la scarsa manutenzione del velivolo. Il rapporto del National Transportation Safety Board (NTSB) stabilì che il pilota Luis Morales III aveva falsificato i documenti per ottenere la licenza di volo dalla Federal Aviation Administration (FAA), dichiarando di aver volato molte più ore di quelle effettive. Un'accurata autopsia inoltre rivelò nel suo sangue la presenza di ingenti quantitativi di cocaina e alcol.

#### Funerale
Il funerale della cantante si svolse il 31 agosto presso la chiesa cattolica di Sant'Ignazio di Loyola, sulla East 84th Street di Manhattan. Alla cerimonia parteciparono varie personalità della musica hip hop dell'epoca tra cui Jay-Z, Lil' Kim e Puff Daddy, oltre agli storici amici Timbaland, Missy Elliott e la zia Gladys Knight. La salma fu trasportata da un carro di cavalli bianchi fino al Ferncliff Cemetery a Hartsdale, nella cripta di famiglia.

#### Procedimenti legali
In conseguenza alla tragedia, nel maggio 2002 i parenti di Aaliyah intentarono causa contro la Virgin Records, la Blackhawk International Airways (compagnia aerea del pilota Morales) e altre aziende di produzione video. Gli imputati erano il regista Hype Williams e le case Instinct Production, Big Dog House Films, Blackground Records. Il processo stabilì che una "pericolosa e insicura condizione" del Cessna fosse la causa dell'incidente e che fosse un aereo non appropriato alle condizioni del volo intrapreso. Ulteriori indagini condotte dal Bahamian Civil Aviation Department stabilirono che la Blackhawk non avesse i permessi per effettuare voli charter nel territorio bahamense. La controversia legale si risolse per via stragiudiziale quando, nel settembre del 2003, gli avvocati della famiglia depositarono un atto presso la corte federale con cui dichiaravano di aver raggiunto un accordo riservato.
Anche le famiglie delle vittime Eric Foreman e Anthony Dodd denunciarono la casa discografica Virgin, asserendo che fosse colpevole di aver noleggiato l'aereo responsabile della tragedia. La vertenza inoltre affermava che la Blackhawk era stata citata quattro volte nei precedenti quattro anni. Il procuratore Brian Panish dichiarò che le vittime morirono sul colpo perché la casa discografica "diede più importanza al profitto che alle persone". Meno di una settimana più tardi, anche i familiari di Scott Gallin citarono in giudizio la Virgin ritenendo che l'etichetta e i suoi produttori fossero responsabili della morte di Gallin in quanto organizzatori della spedizione alle Bahamas per le riprese del video di Aaliyah, e che quindi avrebbero dovuto ingaggiare una compagnia aerea più competente della Blackhawk, la quale appunto permise a un pilota non qualificato di volare, peraltro con un velivolo inadeguato e sovraccarico.

#### Reazioni

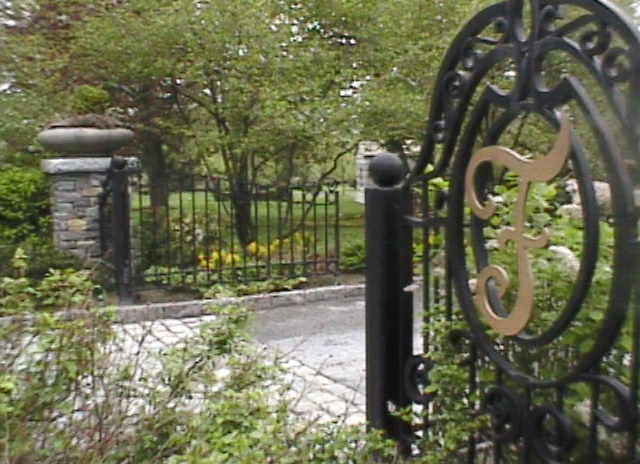
Entrata del Ferncliff Cemetery, dove Aaliyah è sepolta

Il ministro del turismo bahamense Orville Turnquest affermò: "Troviamo sconvolgente che dopo che la star mondiale Aaliyah e la sua troupe abbiano scelto le Bahamas come meta per il loro ultimo video, il progetto sia culminato con questo tragico avvenimento". Due giorni dopo il decesso, il 27 agosto 2001, i fan dell'artista si riunirono presso la scuola dove aveva frequentato i suoi studi da liceale per una veglia in sua memoria. Dopo altri due giorni, il 29 agosto, quasi 6 000 persone scrissero alla BBC esprimendo il loro dispiacere per la tragedia.
Anastacia dedicò alla collega il brano How Come the World Won't Stop tratto dall'album Freak of Nature. Nella settimana che seguì la sua morte, l'album Aaliyah balzò dalla 19ª alla prima posizione della classifica Billboard 200, con circa 350 000 copie vendute, e vi rimase anche la settimana dopo, per diventare successivamente disco di platino con circa tre milioni di copie vendute negli Stati Uniti.

## Carriera postuma

Francobolli commemorativi di Aaliyah emessi dalle poste del Turkmenistan

Dopo la morte di Aaliyah, il singolo Rock the Boat arrivò al numero 2 delle classifiche Hot R&B/Hip-Hop Songs e al numero 14 della Billboard Hot 100, rimanendo nella top20 per vari mesi. La première del relativo video avvenne durante il programma BET Access Granted e mostrò il making of del video e gli ultimi giorni di vita della cantante. Rock The Boat entrò nella BET 106 And Park Hall Of Fame dopo oltre 65 giorni passati nel countdown, e andò al secondo posto dei 100 video più trasmessi da BET nel 2001. Il video di More Than a Woman invece entrò direttamente al primo posto del countdown di BET quando Rock the Boat venne ritirato.
Nel 2002, Aaliyah entrò nuovamente nella storia della musica, stavolta però nel Regno Unito: il 16 gennaio More Than a Woman esordì al primo posto delle classifiche inglesi, diventando non solo il suo primo numero 1 nel Regno Unito, ma anche il primo singolo di un'artista femminile deceduta a raggiungere la prima posizione nelle classifiche britanniche già alla prima settimana di presenza. La settimana successiva, al numero 1 arriva My Sweet Lord dell'ex Beatles George Harrison, che in questo modo stabilì un altro primato: la prima e finora unica presenza di due singoli consecutivi al numero 1 da parte di due artisti scomparsi. Nel 2002 I Care 4 U uscì come quarto singolo tratto dall'album Aaliyah e, senza l'aiuto di un video in cui ci fosse la cantante, arrivò fino al numero 3 della classifica R&B statunitense ed entrò perfino nella top20 della Billboard Hot 100.

### Prima raccolta postuma:I Care 4 U(2002-2003)
Il 10 dicembre 2002, la Blackground Records pubblicò I Care 4 U, raccolta di sei inediti e alcune hit. L'album esordì al numero 3 della Billboard 200 e al numero 1 della R&B album chart, rimanendovi per sette settimane e vendendo 280 000 copie nella prima settimana di pubblicazione. Il disco diventò l'ennesimo multiplatino vendendo cinque milioni di copie in tutto il mondo. Il primo singolo estratto dall'album, la canzone Miss You prodotta da Johnta Austin, diventò una hit postuma e uno dei successi più grandi della cantante: rimase in testa alle classifiche R&B/Hip-Hop per tre settimane e raggiunse il terzo posto della Billboard Hot 100. Il video di Miss You, diretto da Darren Grant (già regista di The One I Gave My Heart to), presenta estratti da vari video di Aaliyah e la partecipazione di molti artisti, tra cui le amiche Lil' Kim e Missy Elliott, l'attrice Rosario Dawson, Toni Braxton, Tweet, Jamie Foxx, Ananda Lewis, Queen Latifah, il musicista e produttore Dallas Austin, il guru della musica Quincy Jones e molti altri riuniti in omaggio alla cantante.
I singoli successivi furono Don't Know What to Tell Ya (uscito per il mercato europeo) e Come Over, la sua ultima hit a raggiungere la top40 della Billboard Hot 100 e la top10 delle classifiche Hot R&B/Hip-Hop Songs. L'album permise ad Aaliyah di ricevere ulteriori riconoscimenti, tra cui American Music Award e Soul Train Music Award.

### Seconda raccolta postuma:Ultimate Aaliyah(2005)
Nel 2005 la Blackground Records pubblicò, esclusivamente per il mercato inglese, la raccolta Ultimate Aaliyah, composta da 25 tracce divise in due album e un DVD.

### Primo album postumo (2012)
Nel marzo del 2012, il produttore discografico Jeffrey "J-Dub" Walker annunciò, tramite il suo account Twitter che una canzone, Steady Ground, prodotta per il terzo disco di Aaliyah, sarebbe stata inclusa all'interno di un suo album postumo in programmazione. Il fratello di Aaliyah, Rashad, smentì l'annuncio di Walker dichiarando che non esisteva nessun album ufficiale in uscita che fosse appoggiato dalla famiglia Haughton. Il 5 agosto 2012 venne pubblicato online il singolo Enough Said, prodotto da Noah "40" Shebib in collaborazione con il rapper canadese Drake. Quattro giorni dopo, Jomo Hankerson confermò la lavorazione a un nuovo album di materiale inedito, pronto per essere pubblicato entro la fine del 2012 dalla Blackground Records. Il disco avrebbe dovuto contenere un totale di sedici tracce e prevedere la partecipazione di artisti contemporanei. Nonostante fosse stata prevista da Hankerson anche la partecipazione degli storici collaboratori di Aaliyah, Timbaland e Missy Elliott, i due smentirono la loro partecipazione e dichiararono di non essere stati coinvolti nel progetto. In un'intervista alla trasmissione radiofonica The Breakfast Club, in onda su New York City's Power 105.1, Timbaland dichiarò: "So che stanno cercando di pubblicare alcuni dischi di Aaliyah, ma se [Drake] lo farà, dovrebbe farlo con me e Missy. Il modo più appropriato per lui di fare la cosa sarebbe di avere me, lui e Missy insieme sul disco. Ma mettere [il materiale] sul suo disco, non sarebbe proprio giusto".

### Progetti cinematografici non completati
Nonostante una petizione firmata da decine di migliaia di fan, Lana e Lilly Wachowski, registe di Matrix, decisero di rigirare le scene interpretate da Aaliyah per insufficienza di materiale e per poter sviluppare il personaggio di Zee anche nel terzo capitolo della trilogia. Il ruolo fu affidato a Nona M. Gaye, figlia del cantante Marvin Gaye. Altri film per cui Aaliyah fu contattata sono Honey (poi interpretato da Jessica Alba) e Sparkle, remake dell'omonima pellicola del 1976 prodotto da Whitney Houston. In occasione della promozione del film, uscito nel 2012, Houston dichiarò: "[Aaliyah] era la nostra Sparkle. Sfortunatamente non è andata in quel modo. Mi dissi che la mia Sparkle era andata in un posto migliore". Il ruolo venne poi assegnato a Jordin Sparks.

## Abilità artistica

### Voce e stile musicale
Aaliyah aveva lo spettro vocale di un soprano. Con la pubblicazione del suo singolo di esordio Back & Forth, Dimitri Ehrlich della rivista Entertainment Weekly affermò che le sue sonorità fossero più leggere di quelle dell'auto-proclamata regina dell'hip-hop Mary J. Blige. Aaliyah descrisse il suo stile come "street but sweet" (di strada ma dolce), capace appunto di unire una voce "gentile" a un suono più "duro". Nonostante la cantante non avesse scritto i testi dei brani presenti nell'album, questi venivano comunque descritti come profondamente sentiti riuscendo a incorporare gli stili R&B, pop, e hip-hop. Le canzoni, dal ritmo spesso veloce e allo stesso tempo cupo, avevano come tema dominante le "questioni di cuore". Quando Aaliyah cominciò a lavorare con Timbaland e Missy Elliott, abbracciò invece sonorità più elettroniche. Sasha Frere-Jones della rivista The Wire identificò Are You That Somebody? come il capolavoro di Timbaland emblematico della sua produzione dai suoni altalenanti, con pause anche di mezzo secondo tra ritmo e voce. Keith Harris del Rolling Stone cita Are You That Somebody? come "uno dei momenti più sbalorditivi della musica R&B degli anni '90".
Secondo la critica le canzoni di Aaliyah possedevano una "produzione frizzante" capaci di "estendere i confini del suo genere" senza perdere di vista le caratteristiche della musica soul old school. Con l'avanzare della sua carriera i critici sentirono che Aaliyah stava maturando dal punto di vista artistico e definirono i suoi progressi come "una dichiarazione di forza e di indipendenza". Stephen Thomas Erlewine di AllMusic descrisse il suo album eponimo come "una dimostrazione di maturità e uno stupendo passo avanti" e lo citò tra i più forti dischi urban soul della sua epoca. L'artista interpretava "insoliti suoni, stile ed emozioni" ed era capace allo stesso tempo di compiacere la critica con il suo ritmo contemporaneo.

### Influenze
Come artista, Aaliyah, affermò spesso di essersi ispirata a vari colleghi tra cui Stevie Wonder, Sade Adu, En Vogue, Nine Inch Nails, Korn, Prince, Naughty by Nature, Johnny Mathis, Janet e Michael Jackson e che il suo album preferito fosse Thriller: "niente lo supererà mai" asseriva. In varie occasioni espresse il desiderio di lavorare al fianco di Janet Jackson la quale rappresentò un frequente punto di riferimento durante la sua intera carriera, specificando: "La ammiro moltissimo. È un'artista totale […] Mi piacerebbe duettare con lei". La stessa Janet Jackson ricambiò la sua ammirazione dichiarando: "Le ho voluto bene sin dall'inizio perché si mette sempre in gioco facendo qualcosa di musicalmente differente."

## Vita privata
La madre era una corista e suo zio, Barry Hankerson, un avvocato del mondo dello spettacolo che aveva sposato Gladys Knight. Il padre, Michael Haughton, morto nel 2012, era il suo manager personale. Con l'uscita dell'album Age Ain't Nothing but a Number iniziarono a girare voci di un matrimonio tra Aaliyah e il suo mentore R. Kelly. Entrambi negarono, ma la rivista Vibe pubblicò un certificato di matrimonio datato 31 agosto 1994 celebratosi a Rosemont, nell'Illinois. La cantante, che all'epoca aveva solo 15 anni (quindi sotto l'età minima consentita per sposarsi), era segnata sul documento come diciottenne. Il matrimonio venne annullato nel febbraio 1995 dai suoi genitori, anche se i due imputati hanno sempre negato qualsiasi legame sentimentale affermando di non essersi mai sposati. Dopo tale vicenda Aaliyah tagliò ogni rapporto con R. Kelly, sia personale sia professionale. Ha avuto una relazione sentimentale con Damon Dash, cofondatore della Roc-A-Fella Records. Era amica con Kidada Jones (ex fidanzata di Tupac Shakur) e anche con Missy Elliot.

## Lascito
Secondo la critica, Aaliyah contribuì a ridefinire gli stili R&B e hip hop dell'epoca, "lasciando un'impronta indelebile nell'industria della musica nel suo complesso". Steve Huey di AllMusic annoverò la cantante tra i migliori artisti del suo genere, "avendo giocato un ruolo importante nel rendere popolare l'incerto e futuristico stile di produzione che ha consumato l'hip hop e l'urban soul sul finire degli anni '90". Il suo secondo album One in a Million divenne uno dei dischi R&B più influenti del decennio di pubblicazione. Il critico musicale Simon Reynolds citò Are You That Somebody? come "il singolo pop più radicale" dell'anno 1998. Kelefa Sanneh del The New York Times scrisse che Aaliyah "sapeva come sparire nella musica e unire la sua voce con quella della melodia dei suoi brani, contribuendo a cambiare le sonorità del suo genere". Nel 2001 la giornalista affermò inoltre che l'artista "ha prodotto alcune tra le canzoni pop più rivoluzionarie e influenti degli ultimi 5 anni". Con 8,1 milioni di album venduti negli Stati Uniti e un totale tra i 24 e i 32 milioni in tutto il mondo, Aaliyah conquistò gli appellativi di Princess of R&B e Queen of Urban Pop, avendo "dimostrato di essere una musa ispiratrice" per le generazioni a venire.
La cantante venne ricordata durante gli MTV Video Music Awards 2001 da Janet Jackson, Missy Elliott, Timbaland, Ginuwine e da suo fratello Rashad i quali la commemorarono con dei propri pensieri di affetto. Nel 2003 Aaliyah venne annoverata nella classifica "Top 40 Women of the Video Era" da VH1 e nel 2010 la rivista Billboard la inserì al ventisettesimo posto nella lista dei 50 artisti più importanti della scena R&B/Hip-Hop degli ultimi 25 anni grazie a soli sette anni di carriera in vita e due di carriera postuma. La sua musica ha influenzato numerosi artisti tra cui Adele, Beyoncé, Monica, Chris Brown, Rihanna, Ciara, Keyshia Cole, J. Cole, Kelly Rowland, Zendaya, Arctic Monkeys, The Weeknd, Bebe Rexha, Haim e Omarion. Il rapper Drake ha spesso ribadito che la cantante è stata l'influenza maggiore della sua carriera e a testimonianza di ciò dietro la schiena ha un tatuaggio a lei dedicato. Il cantante Adam Levine del gruppo pop rock Maroon 5 ha citato la canzone Are You That Somebody? come un'enorme influenza sul suo stile musicale che lo convinse a eseguire un cambio di rotta verso un sound più vicino al funk e al soul.
Oggi si continua a ritenere che Aaliyah avrebbe ottenuto un successo ancora più grande se non fosse morta. A tal proposito, la giornalista Emil Willbekin ricordò le morti di The Notorious B.I.G. e Tupac Shakur insieme alla sua aggiungendo: "Il suo terzo album e la parte nei sequel di Matrix avrebbero potuto fare di lei un'altra Janet Jackson o Whitney Houston". Nel dicembre del 2009 la rivista musicale Billboard ha inserito la cantante al settantesimo posto nella classifica degli artisti di maggior successo degli anni 2000. La stessa rivista l'ha classificata nel 2010 come ventisettesimo artista R&B di maggior successo degli ultimi 25 anni e come decima artista femminile R&B di maggior successo.
Il canale musicale VH1 ha inserito la cantante al quarantottesimo posto nella classifica delle 100 donne più grandi della musica. La rivista musicale britannica NME nel 2014 ha inserito Aaliyah al diciottesimo posto nella lista dei 100 artisti musicali più influenti, considerando l'impatto dell'artista sulla musica della nuova generazione. La rivista ha notato come "Aaliyah sia più onnipresente di Yeezus (Kanye West) stesso." Nello stesso anno viene realizzato un film TV biografico sulla sua vita intitolato Aaliyah: The Princess of R&B, che ha esordito il 15 novembre 2014 sul canale Lifetime. Pur non ottenendo l'approvazione e la concessione dei diritti musicali dalla famiglia e dai collaboratori dell'artista e nonostante la reazione negativa dei fan e della critica, il film viene visto da 3,2 milioni di spettatori, diventando il secondo film TV più visto del 2014. La rivista Billboard nel 2018 in occasione del sessantesimo compleanno della classifica dei singoli statunitense ha inserito la cantante al quarantasettesimo posto nella lista delle 60 artiste femminili di maggior successo nella suddetta classifica.

## Discografia

### Album in studio
- 1994 – Age Ain't Nothing but a Number
- 1996 – One in a Million
- 2001 – Aaliyah

### Raccolte
- 2002 – I Care 4 U
- 2005 – Ultimate Aaliyah

## Filmografia
- Romeo deve morire (Romeo Must Die), regia di Andrzej Bartkowiak (2000)
- La regina dei dannati (Queen of the Damned), regia di Michael Rymer (2002)